# Штейнер, Эндре
Э́ндре (Андре́ас) Ште́йнер (венг. Steiner Endre; 27 июня 1901, Будапешт — 29 декабря 1944, близ Будапешта) — венгерский шахматист и шахматный теоретик; старший брат Л. Штейнера и кузен Г. Стейнера.
Родился в семье шахматиста Бернгарда Штейнера (род. 1874). С 15 лет — член Будапештского шахматного кружка, участник юношеских соревнований, затем член Уйпештского шахматного кружка. С середины 1920-х годов вошёл в ведущее число шахматистов Венгрии. Победитель ряда национальных чемпионатов, участник ряда Всемирных шахматных олимпиад (1927—1937). Лучшие результаты в международных соревнованиях: Портсмут (1923) — 3-е; Тренчьянске Теплице (1928) — 2-е; Кемери (1937) — 6-е места. Разработал ряд вариантов во французской защите и защите Каро — Канн.
Погиб вместе со своим отцом в концентрационном лагере.